# Диблих
Диблих (нем. Dieblich) — община в Германии, в земле Рейнланд-Пфальц. 
Входит в состав района Майен-Кобленц. Подчиняется управлению Унтермозель.  Население составляет 2364 человека (на 31 декабря 2010 года). Занимает площадь 17,68 км².
Коммуна подразделяется на 4 сельских округа.

## Фотографии